# Riksdagen 1755–1756
Riksdagen 1755–1756 ägde rum i Stockholm.

## Riksdagen
Riksdagen öppnades officiellt med Riksdagens högtidliga öppnande av kung Adolf Fredrik den 17 oktober 1755. Detta var första gången som riksdagens öppnande skedde i Rikssalen på det då nästa färdigställda Stockholms slott.

### Talmän
Det viktiga valet av lantmarskalk föll på Hattpartiets kandidat Fredrik Axel von Fersen som fick 591 röster. 414 röster tillföll Erik Brahe, som tillhörde Mösspartiet. De övriga ståndens talmän blev följande:
- Prästeståndet: Ärkebiskopen Henrik Benzelius
- Borgarståndet: Handelsborgmästaren i Stockholm Gustaf Kierman
- Bondeståndet: Herr Olof Håkanson från Lösens socken och by, Blekinge

## Händelser
Under riksdagen utspelade kuppen 1756 som var ett försök till statskupp av kungaparet för att återinföra en stark kungamakt. Kuppen avslöjades dock, och ett flertal adelsmän avrättades, däribland Erik Brahe.

## Avslutande
Riksdagen avslutades i Rikssalen den 22 oktober 1756.